# Delareyville
Delareyville est une ville de la province du Nord-Ouest en Afrique du Sud.
La ville compte 10 630 habitants en 2011.